# Lord of the Flies
„The Lord of the Flies“ е сингъл на британската метъл група Айрън Мейдън, от албума „The X Factor“. За основа на текста е послужил едноименният роман на Уилям Голдинг. Сингълът е издаден само извън Великобритания. Групата често изпълнява песента по време на турнето Dance of Death (2003-04). Тя става една от петте песни на Бейли, които продължават да се изпълняват на сцена и след напускането му (останалите са „Man on the Edge“, „Sign of the Cross“, „Futureal“ и „The Clansman“). Песента е включена в „Death on the Road“ (2005).

## Състав
- Блейз Бейли – вокал
- Дейв Мъри – китара
- Яник Герс – китара, беквокали
- Стив Харис – бас, беквокали
- Нико Макбрейн – барабани

|  | Тази страница частично или изцяло представлява превод на страницата Lord of the Flies (song) в Уикипедия на английски. Оригиналният текст, както и този превод, са защитени от Лиценза „Криейтив Комънс – Признание – Споделяне на споделеното“, а за съдържание, създадено преди юни 2009 година – от Лиценза за свободна документация на ГНУ. Прегледайте историята на редакциите на оригиналната страница, както и на преводната страница, за да видите списъка на съавторите. ВАЖНО: Този шаблон се отнася единствено до авторските права върху съдържанието на статията. Добавянето му не отменя изискването да се посочват конкретни източници на твърденията, които да бъдат благонадеждни. |